# HTV-4
HTV-4 eller Kounotori 4 (japanska: こうのとり4号機), var Japans fjärde H-II Transfer Vehicle, uppskjutningen skedde den 3 augusti 2013, med en H-IIB raket. Ombord fanns bland annat förnödenheter, experiment och reservdelar. Farkosten anlände till Internationella rymdstationen den 9 augusti och med hjälp av Canadarm2 dockades den med stationen. Farkosten lämnade ISS den 4 september 2013 och brann upp i jordens atmosfär den 7 september 2013.
Farkostens japanska namn kounotori betyder "amurstork" på japanska.
I lasten fann bland annat Japans första robotastronaut, Kirobo.

### Fotnoter
1. ↑  ”NASA Space Science Data Coordinated Archive” (på engelska). NASA. https://nssdc.gsfc.nasa.gov/nmc/spacecraft/display.action?id=2013-040A. Läst 2 mars 2020.
2. ↑  Manned Astronautics - Figures & Facts Arkiverad 3 oktober 2015 hämtat från the Wayback Machine., läst 23 juli 2016.